# Урочище Грабарка
Уро́чище «Грабарка» — ландшафтний заказник місцевого значення.
За  фізико-географічним  районуванням  України  (1968),  територія ландшафтного  заказника  належить  до Крижопільського  району  області Подільського  Побужжя  Волинсько-Подільської  височини  Дністровсько-Дніпровської лісостепової зони.
За геоботанічним районуванням України (1968)  територія належить до Могилів-Подільсько-Бершадьського району  геоботанічного округу дубово-грабових та дубових лісів Південної підпровінції Правобережної провінції
Європейської широколистяної області.
Для  цієї території характерні  хвилясті лесові  рівнини  з  фрагментами дубово-грабових лісів на  опідзолених,  реградованих та  типових  вилугованих і карбонатних чорноземних ґрунтах та  височинні  сильно еродовані рівнини з
переважанням  силових земель  та фрагментами лісів  з дуба скельного та грабу на опідзолених та  чорноземних змитих ґрунтах та заплави річок з різнотравно-злаково-осоковими луками, тобто з геоморфологічної точки зору описувана територія  являє собою Жмеринську слабо розчленовану лесову  рівнину.
В  геологічному  відношенні  територія належить до  фундаменту Українського кристалічного щита, що представлений ранньопротерозойськими складчастостями: гранітів та гнейсів та областю архейської складчастості.
Осадкові відклади, що перекривають кристалічний фундамент прилучені до неогенової системи і складені сіро-зеленими місцями жовтими глинами.
Ґрунтовий покрив характеризується  типовими  чорноземами неглибокими і глибокими мало гумусними карбонатними і вилутуваними.
Територія  заказника  знаходиться  в  межах  рівнинної  атлангико-континентальної області помірного кліматичного поясу.  Клімат території помірно континентальний. Для нього  с  характерним тривале нежарке літо, і порівняно недовга, м’яка зима. Середня температура січня становить - 6°С, а липня становить +  19°С.  Річна кількість опадів становить від  575  і вище  мм.
Ділянка є невіддільною частиною екомережі, діяльність якої спрямована на відтворення та збереження екосистем. Значні площі у заплаві зайняті угруповання остепнених лук класу передгірних перервами мокрих луків з домінуванням костриці валіскої, тонконога вузьколистого, ромашки білої та участю в травостої жовтець багатоквітковий, подорожника  ланцетоподібного, деревію  звичайного, лядвинця рогатого, конюшини лугової, конюшини  повзучої тощо.  На  схилах  долини поширені степові угруповання класу з фрагментами рудеральних ценозів, формування яких зумовлено  зсувами ґрунту на крутих  схилах.  У складі степових ценозів домінує костриця валіська, ^  зустрічається  вероніка сива, тонконіг гребінчастий, осока рання. На гранітних відслоненнях ростуть очиток шестирядний, віскарія клейка, чебрець Маршалдів.

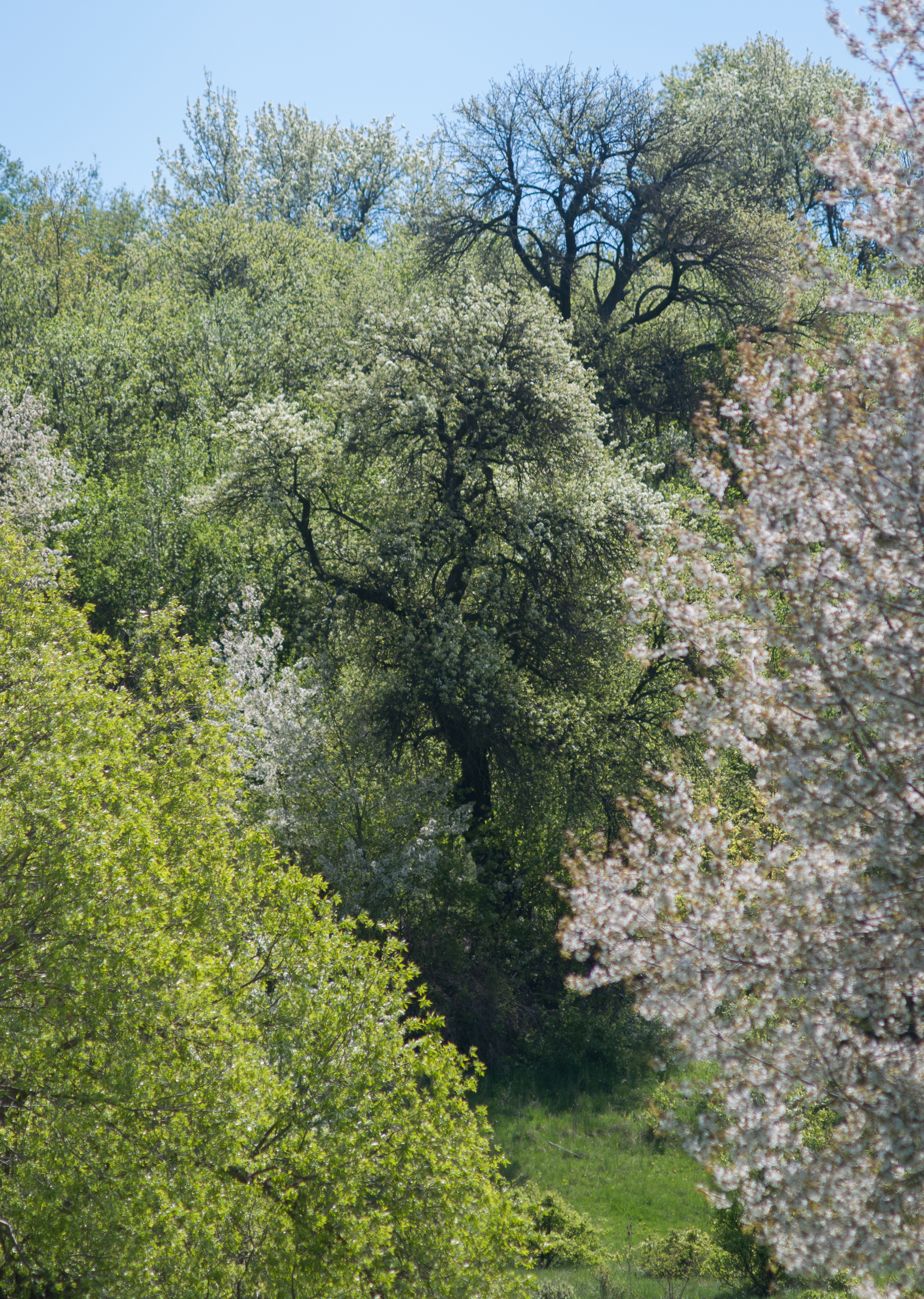
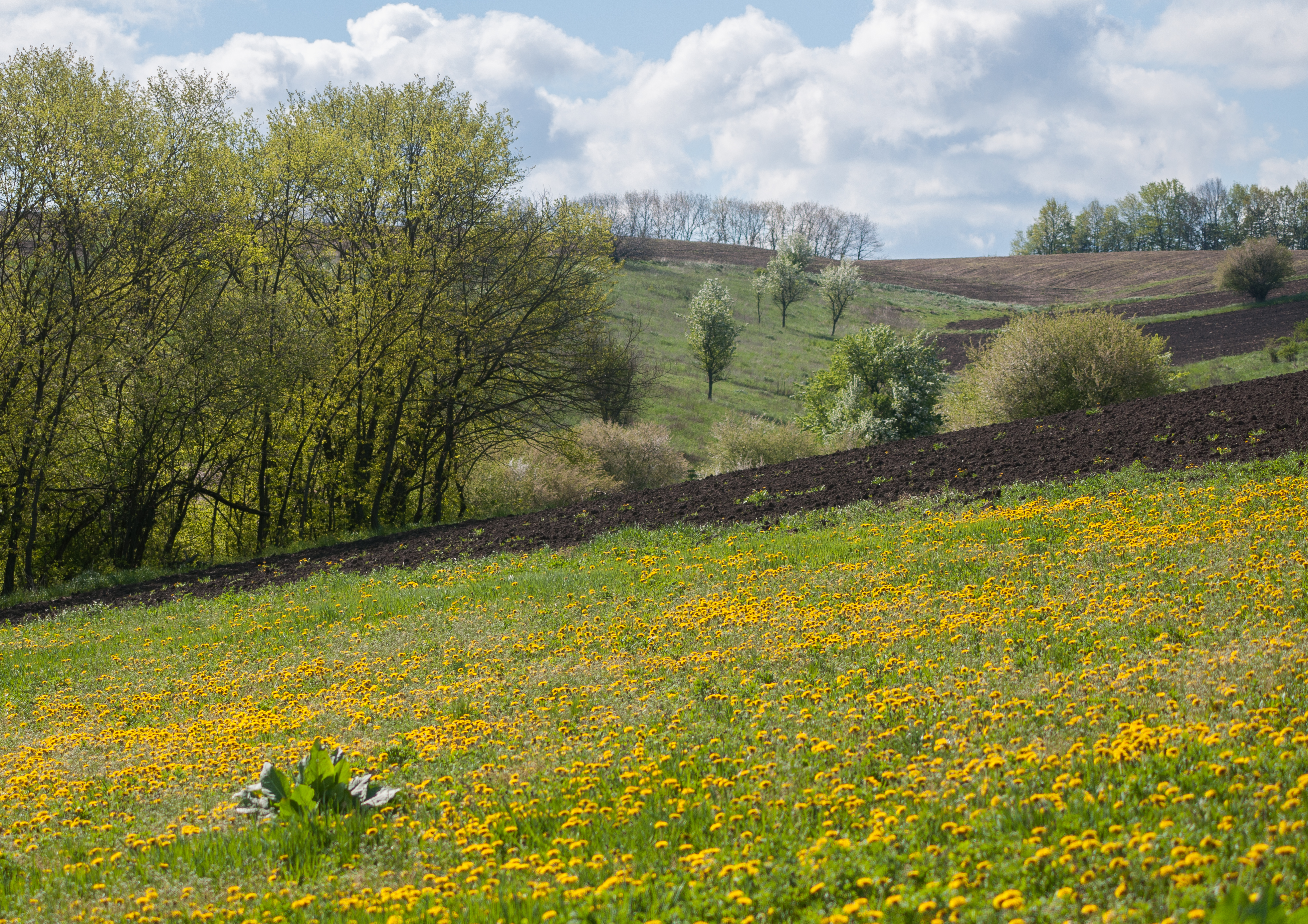
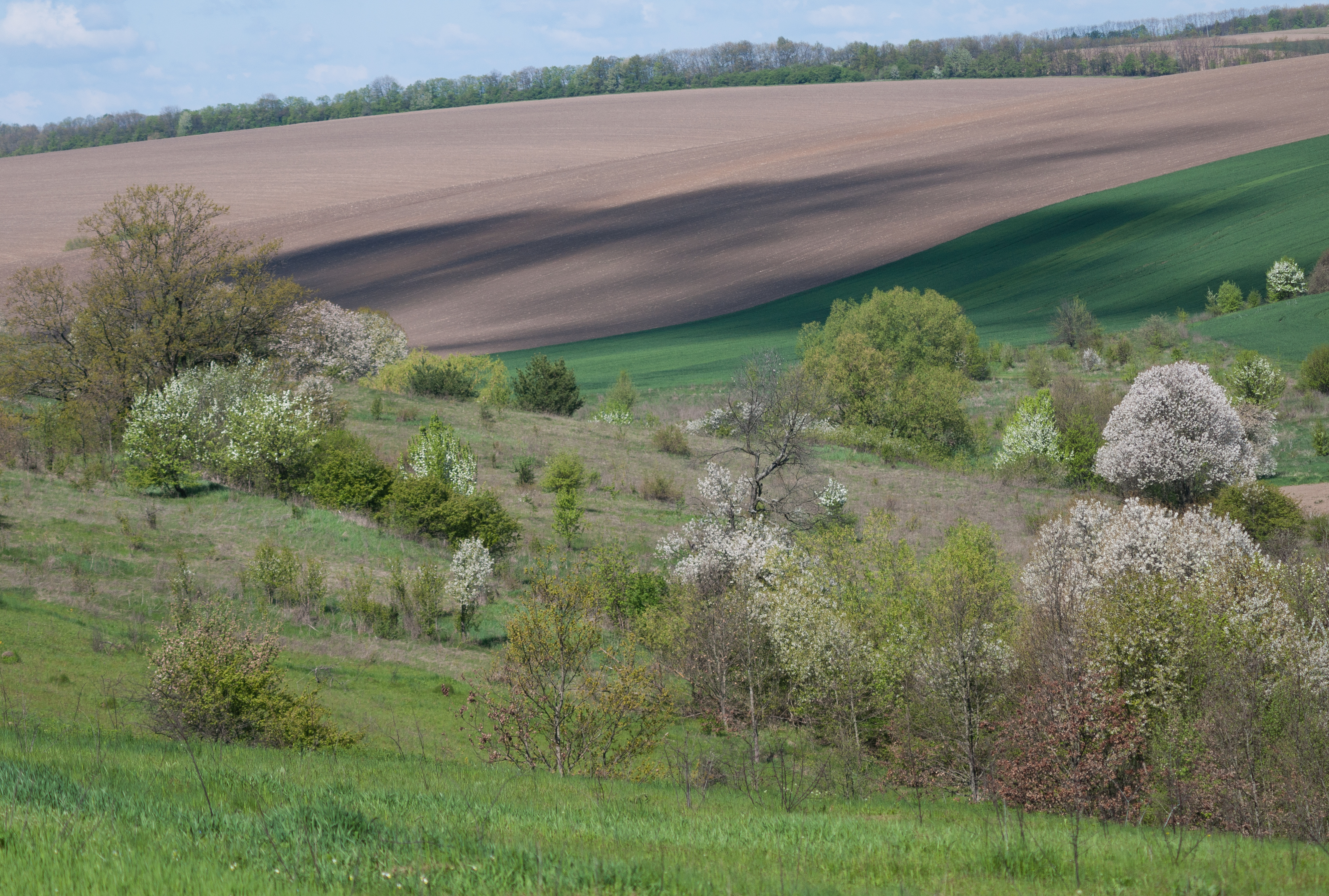